# Mavrovo-Nationalpark
Der Mavrovo-Nationalpark (mazedonisch Национален Парк Маврово Nacionalen Park Mavrovo, albanisch Parku Kombëtar i Mavrovës) ist der größte der vier Nationalparks in Nordmazedonien. Er wurde 1949 gegründet und hat eine Fläche von 731 km². Er liegt im nordwestlichen Teil von Nordmazedonien, südwestlich der Stadt Gostivar.

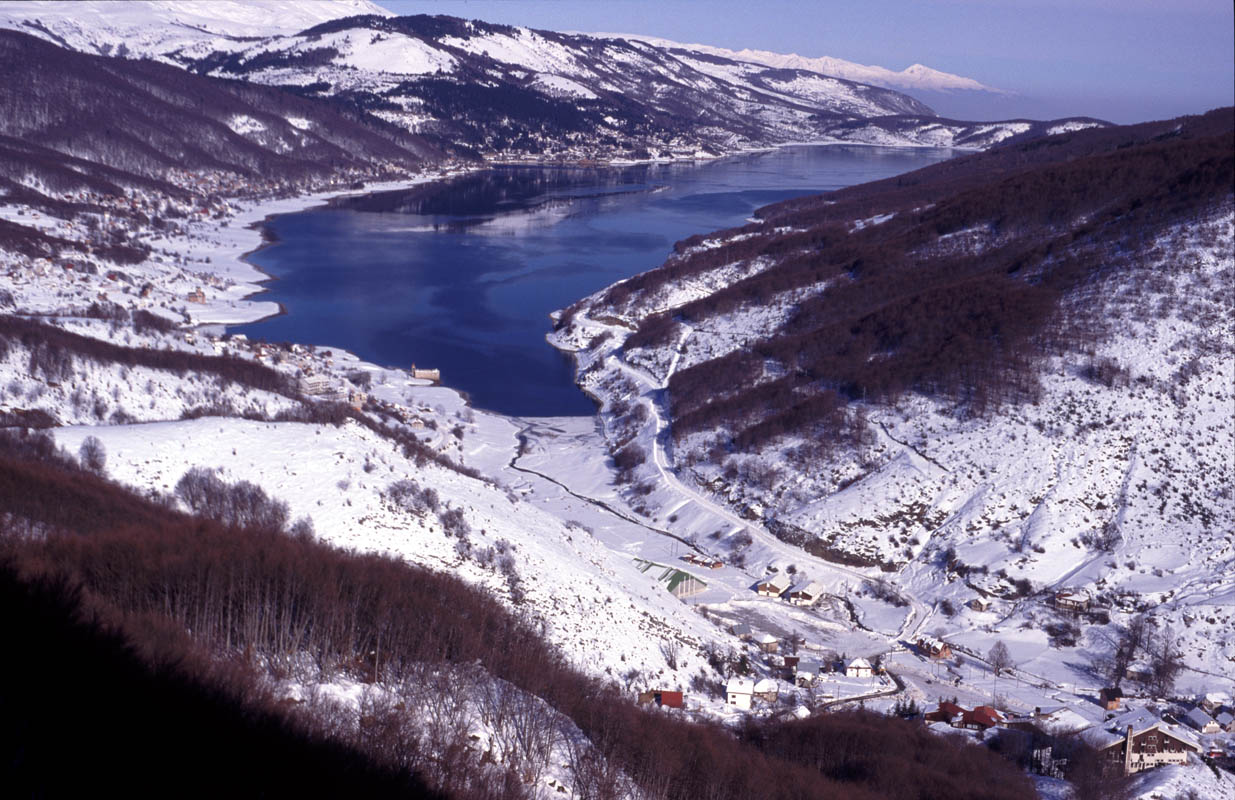
Der Mavrovosee von Süden gesehen. Im Vordergrund das Dorf Mavrovo, am anderen Seeufer das in den 1950er Jahren wiederaufgebaute Dorf Mavrovi Anovi. Der ursprüngliche Standort ist auf der linken Seite des Bildes.

Ursprünglich hatte der Nationalpark eine Ausdehnung von 118 km². Im Jahr 1952 wurde er erweitert, gleichzeitig wurde der Mavrovosee – ein in 1233 m. i. J. liegender, 13,7 km² großer Stausee – angelegt, der die Umgebung mit Elektrizität versorgt. Das vom See überschwemmte Dorf Mavrovi Anovi wurde nördlich des Sees wieder aufgebaut. Der höchste Punkt des Nationalparks ist die Korab-Spitze.
Touristisch wird der Nationalpark zum Wandern, Radfahren und Skifahren genutzt; es gibt Hotels, Ferienhäuser und Skilifte. Wanderwege sind nur vereinzelt markiert. Sehenswert sind unter anderem der Wasserfall Duf nahe Bituše, das Dorf Galičnik sowie das Kloster Sveti Jovan Bigorski.
Große Teile des Nationalparks bestehen aus Grasland, da bis Anfang der 1950er Jahre große Waldflächen abgeholzt wurden, um die damals intensive Schafhaltung zu erleichtern. In höheren Lagen wachsen vor allem die Gemeine Fichte und die Rotbuche, in tieferen Lagen zusätzlich verschiedene Arten von Eichen. Zu den im Nationalpark vorkommenden Tierarten gehören unter anderem die Westliche Felsenmaus, die Martino-Schneemaus, die Westblindmaus, der Balkan-Maulwurf, mehrere Arten von Spitzmäusen und Fledermäusen; außerdem Fischotter, Wildkatzen, Luchse, Wölfe und Braunbären, sowie zahlreiche seltene Amphibien, Reptilien und Insekten. Es gab im Nationalpark Pläne für zwei Wasserkraftwerke, die das Überleben des Balkanluchses gefährdet hätten. Der Park beherbergt das bedeutendste Vorkommen der stark gefährdeten Luchsart. Durch eine Kampagne der Umweltorganisation Eko-svest unter Leitung von Ana Čolović Lešoska wurde erreicht, dass dem Projekt 2016 die Baugenehmigung entzogen wurde.
Ein Teil des Nationalparks, nämlich das Tal des durch den Nationalpark fließenden Flusses Dlaboka Reka („Tiefer Fluss“) wurde 2021 in das transnationale Weltnaturerbe „Alte Buchenwälder und Buchenurwälder der Karpaten und anderer Regionen Europas“ eingebunden.